# Rasa Polikevičiūtė
Rasa Polikevičiūtė (ur. 25 września 1970 w Poniewieżu) – litewska kolarka szosowa, czterokrotna medalistka mistrzostw świata.

## Kariera
Pierwszy sukces w karierze Rasa Polikevičiūtė osiągnęła w 1994 roku, kiedy wspólnie z Dianą Žiliūtė, Liudą Triabaitė i swą siostrą bliźniaczką Jolantą Polikevičiūtė zdobyła srebrny medal w drużynowej jeździe na czas podczas mistrzostw świata w Agrigento. Na rozgrywanych dwa lata później mistrzostwach świata w Lugano była druga w wysćigu ze startu wspólnego, przegrywając tylko z Barbarą Heeb ze Szwajcarii. W tm samym roku brała udział w igrzyskach olimpijskich w Atlancie, gdzie była dwunasta, zarówno w wyścigu ze startu wspólnego jak i w indywidualnej jeździe na czas. Kolejny medal zdobyła na mistrzostwach świata w Plouay, gdzie była trzecia w indywidualnej jeździe na czas, za Mari Holden z USA i Francuzką Jeannie Longo. Na igrzyskach w Sydney wystąpiła jednak tylko w wyścigu ze startu wspólnego, zajmując trzynaste miejsce. Ostatni medal wywalczyła na mistrzostwach świata w Lizbonie w 2001 roku, gdzie zwyciężyła w wyścigu ze startu wspólnego. Została tym samym trzecią w historii litewską mistrzynią świata w tej konkurencji (po Dianie Žiliūtė w 1998 i Edicie Pučinskaitė w 1999). W 2004 roku wystąpiła na igrzyskach olimpijskich w Atenach, ale zajmowała miejsca w trzeciej dziesiątce.